# Pentace concolor
Pentace concolor är en malvaväxtart som beskrevs av Elmer Drew Merrill. Pentace concolor ingår i släktet Pentace och familjen malvaväxter. Inga underarter finns listade i Catalogue of Life.